# 賢者の愛
『賢者の愛』（けんじゃのあい）は、山田詠美による長編小説。『婦人公論』（中央公論新社）2013年11月7日号から2014年10月7日号に連載、中央公論新社より2015年1月10日に刊行された。谷崎潤一郎著の『痴人の愛』をモチーフに、親友に父と初恋の男性を奪われた主人公が、親友と初恋の男性との間に誕生した息子を20年以上の年月にわたって調教し復讐する姿を描いた愛憎劇。
WOWOWにて2016年8月にテレビドラマ化された。

## あらすじ
編集者の父と医師の母のもとで裕福な家庭で育った高中真由子は、隣家に転居してきた成金趣味の家族の長女で2歳年下の朝倉百合と急速に親密になる。しかし真由子が中学3年生の時に百合が原因で父が他界し、さらに21歳の時には百合から幼少時より思いを寄せる澤村諒一の子どもを宿したと知らされ、父と初恋相手を奪われて愛と友情は深い憎しみへと転じる。
真由子は編集者となり、小説家となった諒一と百合との間に誕生した息子の名付け親となって『痴人の愛』のナオミより直巳と命名。以来20年以上にわたって22歳年下の直巳を徹底的に調教することにより復讐を遂げていく。

## 書誌情報
- 賢者の愛（2015年1月10日、中央公論新社、ISBN 978-4-12-004686-5）
- 賢者の愛（2018年1月23日、中公文庫、ISBN 978-4-12-206507-9）

## テレビドラマ
WOWOWの「連続ドラマW」枠で2016年8月20日から9月10日まで放送された。連続4回。主演は中山美穂。

### キャスト
- 高中真由子 - 中山美穂（中学生時代：川島鈴遥、高校生時代：浅見姫香）
- 澤村百合 - 高岡早紀（中学生時代：小林里乃、高校生時代：上原実矩）
- 澤村直巳 - 竜星涼
- 澤村諒一 - 田辺誠一（20代：内田健司）
- 石田 - 浅利陽介
- 高中芳子 - 草村礼子
- 高中美也 - 朝加真由美
- 高中正吾 - 榎木孝明
- 女 - 向里憂香

### スタッフ
- 原作 - 山田詠美『賢者の愛』（中央公論新社刊）
- 監督 - 源孝志
- 脚本 - Sawa
- 音楽 - 稲本響
- プロデューサー - 加納貴治、堤口敬太、遠田孝一、八巻薫
- 製作 - MMJ、WOWOW

### 放送日程
| 放送回 | 放送日  |
| ------ | ------- |
| 第一話 | 8月20日 |
| 第二話 | 8月27日 |
| 第三話 | 9月03日 |
| 最終話 | 9月10日 |

### 関連商品
DVD
- 連続ドラマW 賢者の愛（2017年2月17日、TCエンタテインメント、TCED-3365）

| WOWOW 土曜オリジナルドラマ 連続ドラマW       | WOWOW 土曜オリジナルドラマ 連続ドラマW | WOWOW 土曜オリジナルドラマ 連続ドラマW  |
| 前番組                                       | 番組名                                 | 次番組                                  |
| -------------------------------------------- | -------------------------------------- | --------------------------------------- |
| 希望ヶ丘の人びと （2016年7月16日 - 8月13日） | 賢者の愛 （2016年8月20日 - 9月10日）   | ふたがしら2 （2016年9月17日 -10月15日） |